# Heinz Bienefeld

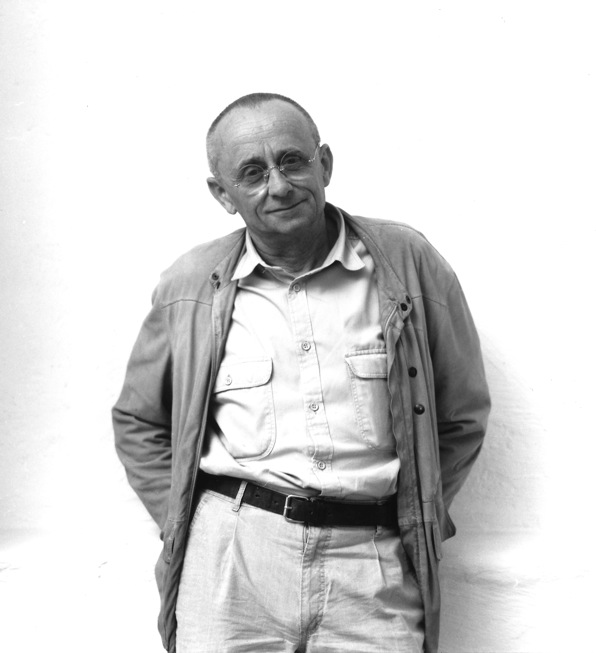
Heinz Bienefeld

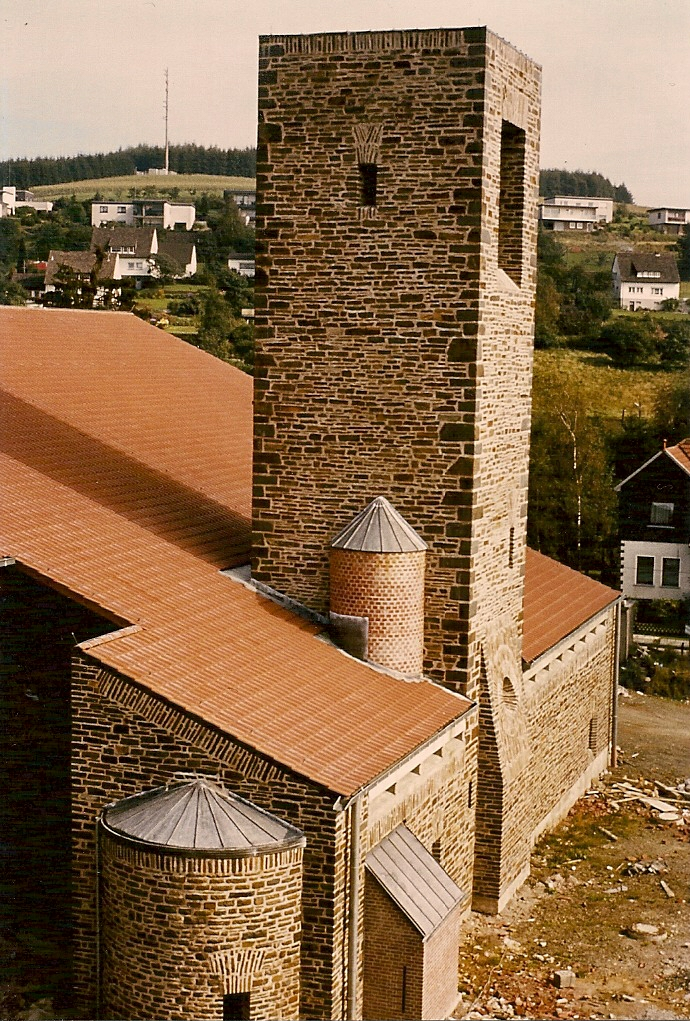
Gemeindezentrum St. Bonifatius Reichshof-Wildbergerhütte (1974)

Heinz Bienefeld (* 8. Juli 1926 in Krefeld; † 28. April 1995 in Swisttal-Ollheim) war ein deutscher Architekt und Glasmaler.

## Werdegang
Heinz Bienefeld wuchs als Sohn eines Malermeisters in Krefeld auf. Nach dem Kriegsdienst und der darauffolgenden Gefangenschaft in Großbritannien von 1943 bis 1948 studierte er ab 1948 an den Kölner Werkschulen bei Dominikus Böhm Sakral- und Profanbau. 1952 wurde er dessen Meisterschüler und war bis 1954 dessen Assistent. Als Glasmaler schuf er Fenster in der Kirche St. Maria Königin in Köln-Marienburg von Dominikus Böhm und den Kirchen St. Theresia in Köln-Buchheim und St. Anna in Köln-Ehrenfeld von Gottfried Böhm. 1954 machte Bienefeld eine Studienreise durch die U.S.A., war anschließend von 1955 bis 1958 Mitarbeiter von Gottfried Böhm und von 1958 bis 1963 Mitarbeiter im Bauatelier von Emil Steffann. Hier lernte er 1961 Gisberth Hülsmann kennen, mit dem er sich fachlich austauschte und befreundete.
1963 machte sich Bienefeld als Architekt selbstständig und wirkte bis zu seinem Tod 1995 freischaffend. 1984 vertrat er den Lehrstuhl von Georg Solms an der Architekturfakultät der Bergischen Universität Wuppertal und war von 1986 bis 1987 Lehrbeauftragter an der Hochschule Trier.
Der Architekt und Hochschullehrer Nikolaus Bienefeld ist sein Sohn.

## Bauwerke

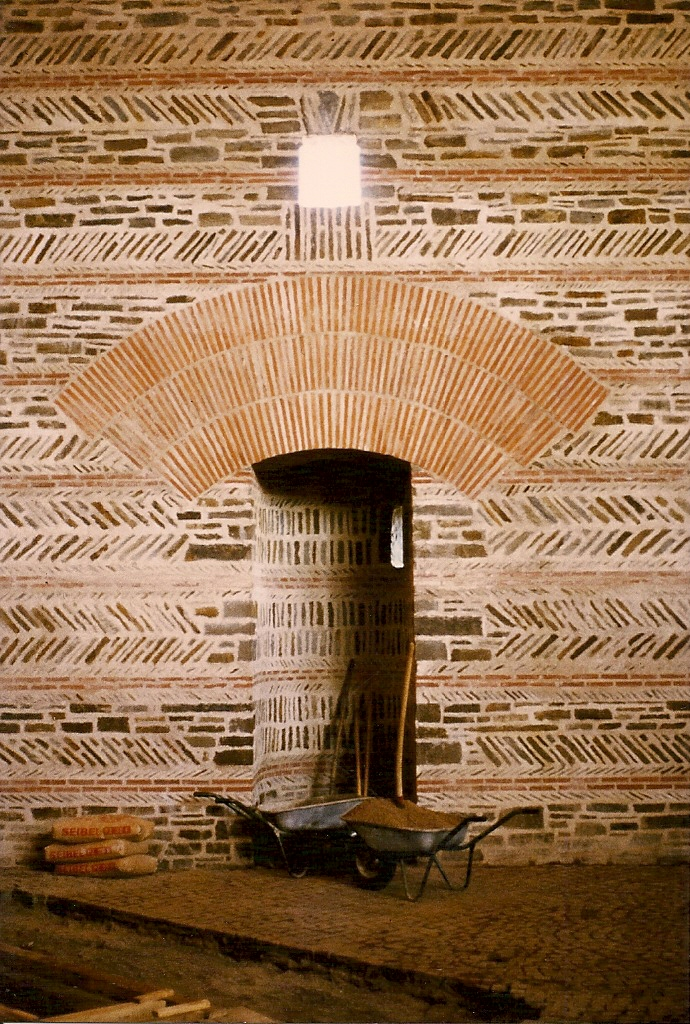
St. Bonifatius Reichshof-Wildbergerhütte, Konche (Tabernakel)

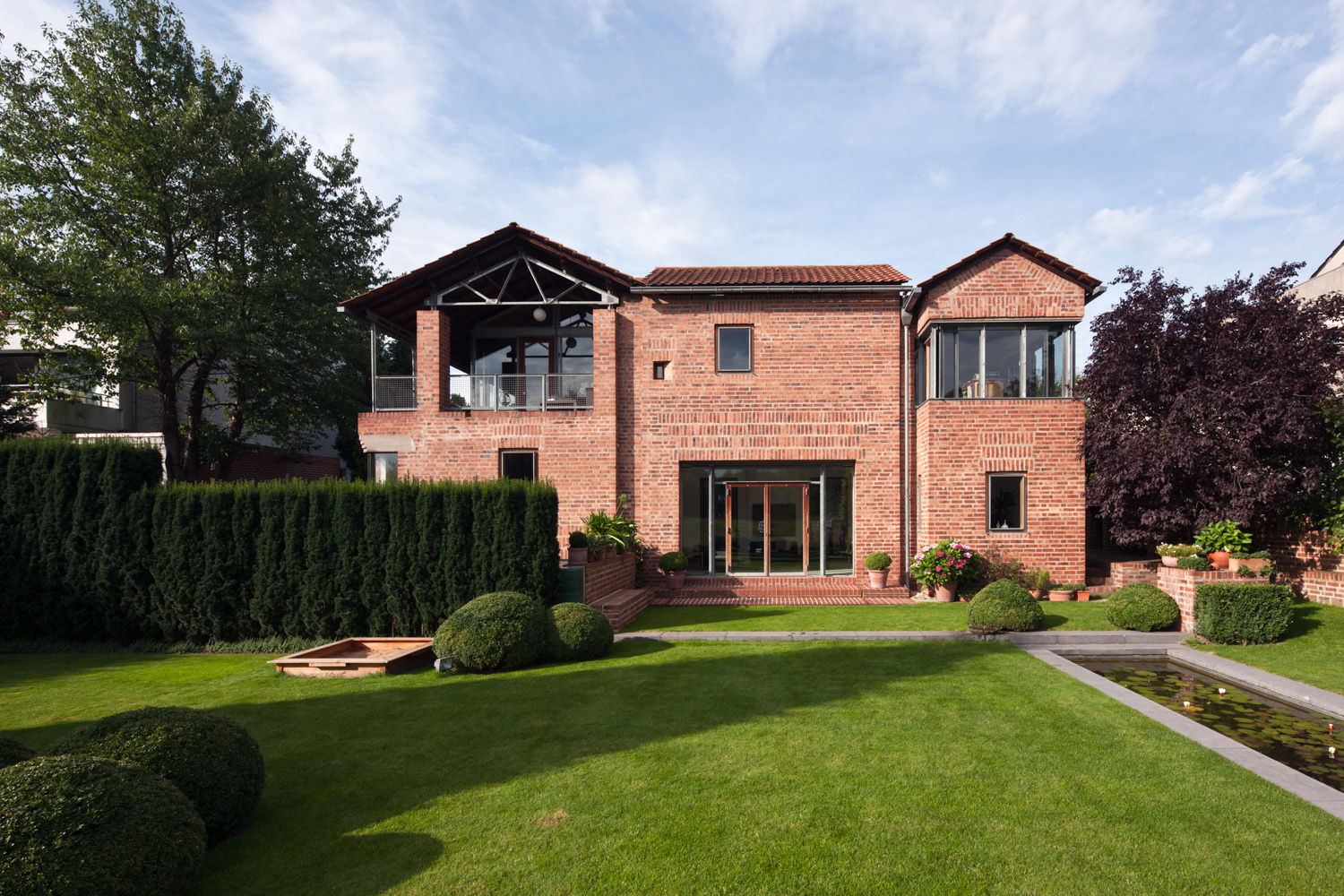
Haus Heinze-Manke, Gartenseite

Material- und Werkgerechtigkeit des Bauens waren für Bienefeld Grundlagen, die er in seiner Zusammenarbeit mit Dominikus Böhm und Emil Steffann kennen- und schätzen gelernt hatte, zu Maximen seines eigenen Bauschaffens erklärte, sich aneignete und weiterentwickelte. Er ließ sich von der Baukunst Italiens anregen, studierte dort zeit seines Lebens die Ruinen der Antike, die Bauwerke der Renaissance (Andrea Palladio) und der zeitgenössischen Moderne (Carlo Scarpa). Er baute Wohnhäuser und Kirchen. Die Anlage und der Bau des Hauses Nagel begründeten seinen Ruf als einen Architekten, der es verstand, die Körper und Räume seiner Bauwerke ausgewogen zu gliedern und in die Umgebung einzufügen, vielfältige Raumeindrücke zu bilden, Baustoffe bis ins Kleinste auszubilden und zu fügen, lebendige Oberflächen zu schaffen.

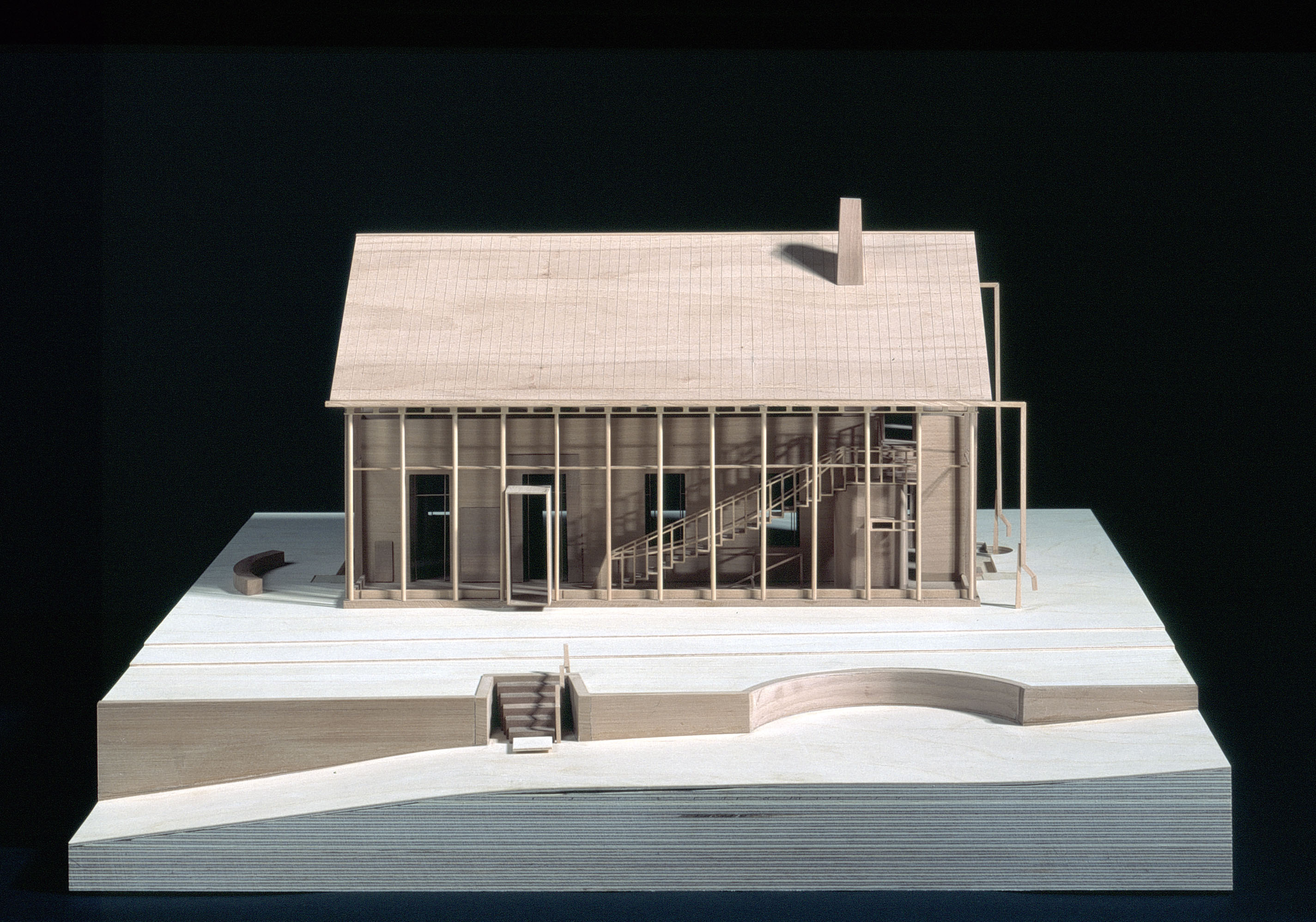
Haus Babanek, Modell (1991)

- 1964: Umbau und Erweiterung der Pfarrkirche St. Andreas in Wesseling-Keldenich ⊙
- 1966–1968: Haus Nagel in Wesseling-Keldenich ⊙
- 1968: St. Willibrord in Waldweiler im Hunsrück ⊙
- 1970: Friedhofskapelle in Lindlar-Frielingsdorf ⊙
- 1970–1971: Haus Faber in Krefeld-Fischeln[3] ⊙
- 1972: Haus Pahde in Köln-Rodenkirchen ⊙
- 1974: Gemeindezentrum St. Bonifatius in Reichshof-Wildbergerhütte ⊙
- 1984–1988: Haus Heinze-Manke in Köln-Rodenkirchen ⊙
- 1976: Haus Stein in Wesseling ⊙
- 1977–1980: Haus Tippkötter in Bergisch Gladbach ⊙
- 1978: Haus Schütte in Köln-Müngersdorf ⊙
- 1978: Haus Derkum in Swisttal-Ollheim (Haus des Architekten)⊙
- 1978: Haus Stupp in Köln-Rodenkirchen ⊙
- 1983: Haus Duchow in Alfter-Witterschlick[4][5]
- 1984: Haus Bähre in Algermissen ⊙
- 1984: Haus Groddeck in Bad Driburg ⊙
- 1981–1985: Umbau der Zehntscheuer zum Heuneburgmuseum in Hundersingen (mit Johannes Manderscheid)[6] ⊙
- 1985–1987: Haus Papachristou in Bornheim-Walberberg[7] ⊙
- 1987: Haus Gsell in Wintersweiler ⊙
- 1988: Haus Strecker in Delligsen
- 1988: Haus Holtermann in Senden
- 1989: Haus Kühnen in Kevelaer
- 1991: Evangelischer Kindergarten Allerheiligenberg in Lahnstein ⊙
- 1991: Gemeindezentrum St. Katharina von Siena, Köln-Blumenberg (Wettbewerb 1. Preis, errichtet von Nikolaus Bienefeld) ⊙
- 1994: Haus Kortmann in Köln-Lindenthal
- 1995: Haus Ute und Kaspar Bienefeld in Hohen Neuendorf bei Berlin
- 1991–1996: Haus Babanek in Brühl⊙

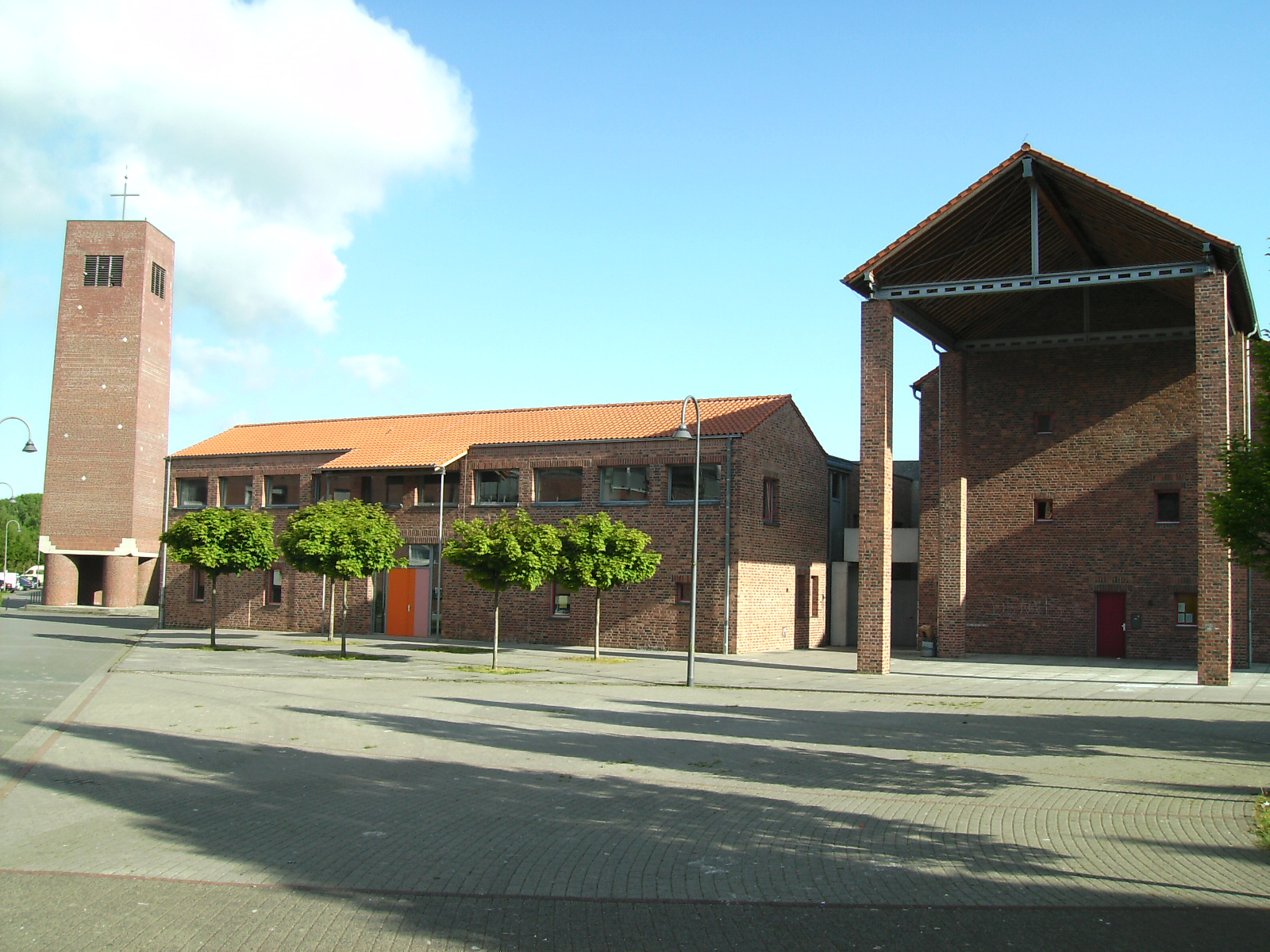
Gemeindezentrum St. Katharina von Siena in Köln-Blumenberg

## Würdigungen
„Die Bauten Heinz Bienefelds zählen zu den wichtigsten der Architekturgeschichte. Zu dieser Erkenntnis wird jeder gelangen, der sich einmal in ihnen aufgehalten, sie genutzt, in ihnen gelebt hat.“ Mit dem Superlativ leitete Wilfried Wang eine Retrospektive ein, die er 1999 als Direktor im Deutschen Architekturmuseum Frankfurt/M. eröffnete. Das Museum hatte zuvor den Nachlass Bienefelds erworben.
„Ich gehe nicht zu weit, wenn ich Bienefelds Kunst der Raumbildungen und ihrer Variationen in der Durchbildung auf dem festen Fundament der Tradition mit der Denkweise Johann Sebastian Bachs vergleiche (…) Bach hatte sich die Kompositionskunst der Vergangenheit zu eigen gemacht und die überkommenen Formen gesteigert und geschärft. Wie Bach, der in seinen letzten Lebensjahren völlig unzeitgemäß war, die Tradition fortsetzte und ausweitete und mit der Wahrung eines Erbes seine persönliche Kunst in dessen Dienst stellte, so sah sich Bienefeld in der Verpflichtung, Antike in ihrer Differenziertheit zu erkennen, um sie in der Gegenwart mit den eigenen Mitteln weiterzuführen.“ (Manfred Speidel)
„Bienefelds Wohnhäuser haben im Vergleich zu dieser Kirche viel ‚sakralere‘ Räume“, sagte Manfred Speidel über St. Willibrord Waldweiler (Hunsrück).
Heinz Bienefeld wird in dem 1990 erschienenen Sammelband „Großen Architekten. Menschen, die Baugeschichte machten“ behandelt.

## Preise und Auszeichnungen
- Kölner Architekturpreis (ältester deutscher Architekturpreis), mehrfach[13]
- Architekturpreis NRW, wiederholt
- Großer Preis des Bund Deutscher Architekten (BDA), posthum 1996[9]
- Mies van der Rohe Pavillion Award, posthum 1997 (für das Haus Babanek, Brühl)[14]

### Artikel
- Werner Strodthoff: Die Architektur von Heinz Bienefeld (1926–1995). In: Bauwelt, 1999, 90, 14, S. 736 f.
- Wolfgang Pehnt: Der Rhein fließt in das Mittelmeer. Wolfgang Pehnt zu den Häusern Heinz Bienefelds. In: Deutsche Bauzeitung, 126. Jahrgang, September 1992.
- Gerhard Ullmann: Reduktion auf Grundformen. Annäherungsversuche an die Wohnbauten Heinz Bienefelds. In: Deutsche Bauzeitung, 126. Jg., September 1992, 126, S. 32–61.
- Konstruktive Wahrheit / Constructive Truth. In: Arno Lederer, Jórunn Ragnarsdóttir: Wohnen heute. Housing today. Karl Krämer Verlag, Stuttgart/Zürich 1992, S. 66–71.
- Manfred Speidel: Heinz Bienefeld: Die Kunst der Räume. In: Der Architekt, Jg. 1995, H. 12, S. 727–730.
- Hansjörg Göritz: Hommage – Nachruf auf Heinz Bienefeld 1926–1995. in: AIT, 130, 1995, S. 7–8. ISSN 0173-8046
- Christian Thomas: Rückkehr in die Räume, hinter der Zeit. Eine Ausstellung im Deutschen Architektur-Museum (DAM) erlaubt eine Exkursion in die Welt Heinz Bienefelds. In: Frankfurter Rundschau, 24. März 1999.
- Corinne Elsesser: Das Konkrete in der Architektur. Heinz Bienefeld im Deutschen Architektur-Museum Frankfurt. In: NZZ, 9. April 1999.
- Wolfgang Voigt: Heinz Bienefeld. In: Ullrich Schwarz (Hrsg.): Neue Deutsche Architektur. Eine Reflexive Moderne. Hatje Cantz Verlag, Ostfildern-Ruit 2002, S. 224–229.
- Institut für Auslandsbeziehungen (Hrsg.): Zwei deutsche Architekturen 1949–1989. Eine Ausstellung des Instituts für Auslandsbeziehungen. Stuttgart 2004, S. 112.
- Gert Ressel: War Heinz Bienefeld ein Grieche? In: INSITU. Zeitschrift für Architekturgeschichte, 2 (2/2010), S. 259–266.
- Wolfram Hagspiel: Heinz Bienefeld. In: Wolfram Hagspiel: Lexikon der Kölner Architekten vom Mittelalter bis zum 20. Jahrhundert. Band 1: A–G (= Veröffentlichungen des Kölnischen Geschichtsvereins e. V., 52). Böhlau, Wien / Köln 2022, ISBN 978-3-412-52446-3, S. 147 f.